# Mutschenbacher Emil
Meisseni Mutschenbacher Emil (Budapest, 1880. december 31. – Budapest, 1945. május 23.) magyar jogász, mezőgazdasági és közgazdasági szakíró, 1926-tól az Országos Magyar Gazdasági Egyesület ügyvezető igazgatója, 1931-től a Felsőház tagja, Mutschenbacher Béla orvos fia.

## Élete
Mutschenbacher Emil 1880-ban (más források szerint 1878-ban) született Budapesten meisseni Mutschenbacher Béla orvos, egészségügyi főtanácsos és gombosfalvi Gombos Anna fiaként. Középiskolai tanulmányait a budapesti Piarista Gimnáziumban végezte, majd 1903-ban a budapesti tudományegyetemen jogi doktorátust szerzett, már ebben az évben részt vett az Ausztria és Magyarország között folytatott vámpolitikai tárgyalásokon.  
Egy évig önkéntesként szolgált az 1. huszárezredben, majd 1904 és 1906 között európai tanulmányutat tett, ezalatt Bécsben és Berlinben agrárpolitikai, mezőgazdasági és közgazdasági tanulmányokat folytatott. 
Hazatérése után 1907 januárjában az Országos Magyar Gazdasági Egyesület (OMGE) segédtitkárává választották. 1909-től az OMGE titkára, 1912-től ügyvezető titkára, 1921-ben pedig főtitkára lett. 1920-ban részt vett a vámtarifa kidolgozásában. 1924-ben az OMGE ügyvezető igazgató-helyettese, 1926-ban pedig ügyvezető igazgatója lett. 1925-től 1930-ig helyettes kormánybiztosként a mezőgazdasági hitelügyekért felelt.
1931-től 1944-ig az OMGE igazgatójaként a Felsőház tagja volt, 1933-tól a ház jegyzőjeként is dolgozott, főleg gazdasági és vámpolitikai ügyekkel foglalkozott. A szakmai közéletben is vezető szerepe volt, tevékenyen részt vett a Nemzetközi Mezőgazdasági Intézet, valamint számtalan szakterületéhez kapcsolódó bizottság, kamara és egyesület munkájában. Szakíróként is ismerték, sok közgazdasági, mezőgazdasági és társadalompolitikai cikket publikált különböző szaklapokban és napilapokban, az OMGE hivatalos lapjának, a Közteleknek pedig rovatvezető főmunkatársa volt.

## Kitüntetései
- Gazdasági főtanácsos (1923)
- Kereskedelmi főtanácsos (1927)
- Magyar Érdemrend középkeresztje (1930)

## Munkái
- Egy ismeretlen magyar publicista (Bp., 1903)
- Ausztria nemzetiségi politikája (Bp., 1904)
- A német-római császári cím (Bp., 1905)
- A mezőgazdasági érdekképviseletek és gazdasági egyesületeink (Bp., 1908)
- A g. Orsz. Gazdakongresszus naplója (Bp., 1911)
- Magyar mezőgazdasági politika (Bp., 1912)
- A magyar mezőgazdaság tarifális kiváltságai (Bp., 1914)
- Háborús mezőgazdasági törvények és rendeletek (1917)
- Uj vámpolitika (1923)
- Csonka-Magyarország mezőgazdasága (1923)